# Foveadens panamensis
Foveadens panamensis is een tweekleppigensoort uit de familie van de Pandoridae. De wetenschappelijke naam van de soort is voor het eerst geldig gepubliceerd in 1915 door Dall.